# Chrysonotomyia latistipes
Chrysonotomyia latistipes är en stekelart som beskrevs av Christer Hansson 2004. Chrysonotomyia latistipes ingår i släktet Chrysonotomyia och familjen finglanssteklar.
Artens utbredningsområde är Venezuela. Inga underarter finns listade i Catalogue of Life.